# Camera dei Principi
La Camera dei principi (Narender Mandal o Narendra Mandal) fu una camera parlamentare istituita nel 1920 per proclama reale dal re-imperatore Giorgio V del Regno Unito per creare un luogo di incontro dove i vari principi dell'India potessero incontrarsi e dar voce ai loro bisogni ed alle loro aspirazioni circa il governo coloniale dell'India britannica. L'istituzione crollò con la fine del British Raj nel 1947.

## Panoramica generale

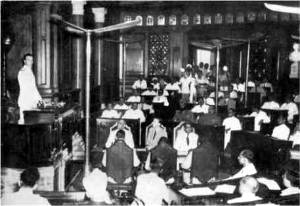
Lord Mountbatten tiene un discorso alla Camera dei Principi come rappresentante della Corona britannica negli anni '40

La Camera dei Principi venne istituita nel 1920 con proclama del re-impero Giorgio V del 23 dicembre 1919, dopo l'approvazione del Government of India Act 1919 con assenso reale. La creazione di questa camera governativa era uno dei segni più tangibili del cambio della politica dell'Inghilterra nei confronti dei principati componenti il British Raj in India, che sino ad allora si era basata su un progressivo isolamento dei regnanti locali dal resto del mondo e anche all'interno della stessa India per poter lasciare all'Inghilterra il ruolo di collettore di tutte le loro relazioni interne ed estere.
Il primo incontro della Camera si tenne l'8 febbraio 1921 ed inizialmente essa era composta da 120 membri. Di questi, 108 erano gli stati più importanti dell'India dell'epoca, mentre i restanti dodici seggi erano pensati per rappresentanti collettivi di altri 127 stati indiani. Altri 327 stati minori non vi erano rappresentati. Alcuni importanti stati come ad esempio lo Stato di Baroda o quello di Holkar non vi aderirono.
La Camera dei Principi solitamente si riuniva una volta all'anno, alla presenza del Viceré d'India come presidente, ma spesso anche con un'apposita commissione nominata. I principi eleggevano tra loro un Cancelliere con funzioni di vicepresidente che rimaneva in carica anche per più anni.
La camera si trovava a Nuova Delhi, presso il Sansad Bhavan, in una grande sala cittadina che oggi è la biblioteca del parlamento indiano.

## Cancellieri

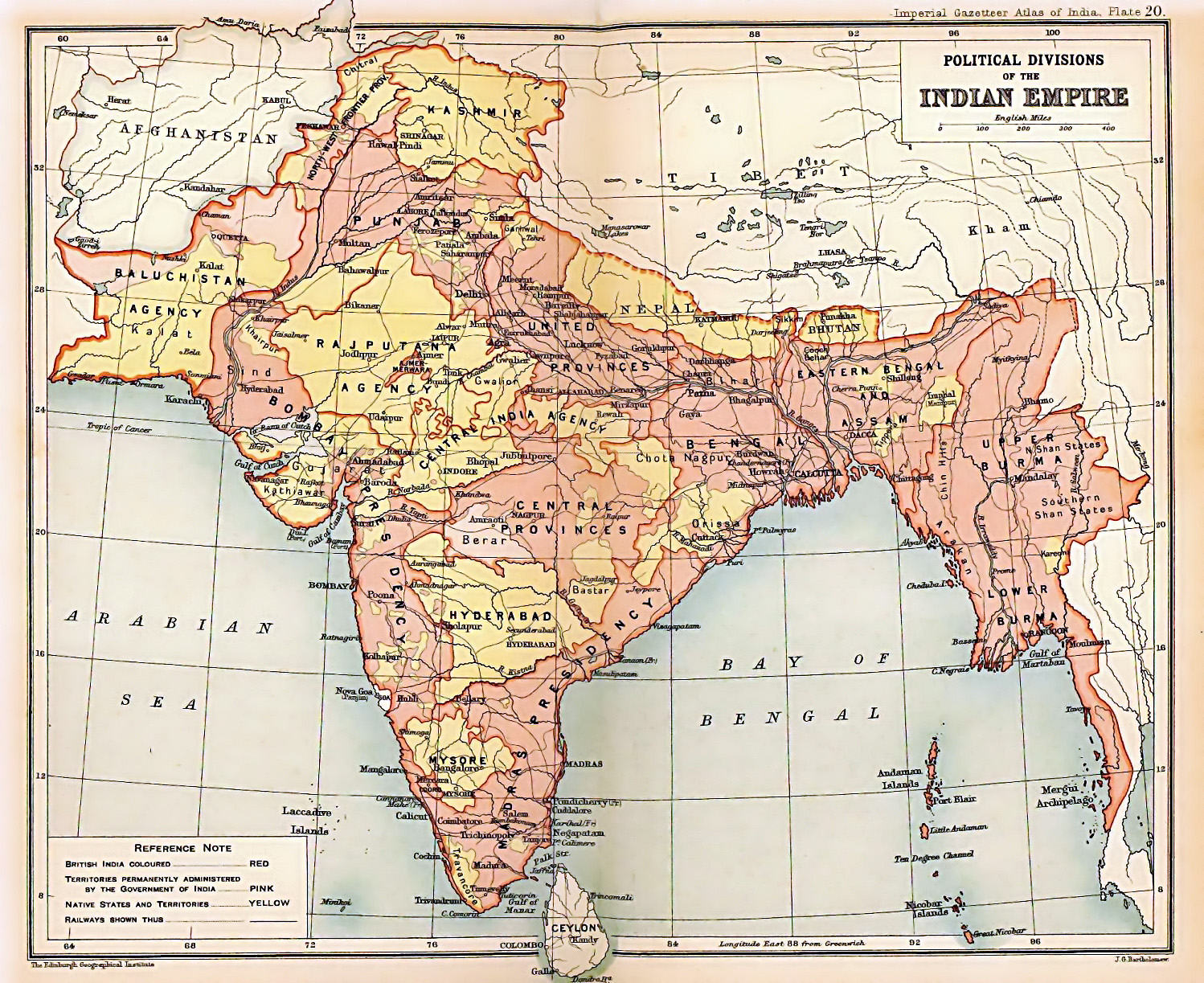
Mappa dell'India governata dagli inglesi (con gli stati principeschi colorati in giallo)

| Nome                                                      | Titolo                | Anni      |
| --------------------------------------------------------- | --------------------- | --------- |
| Maggiore Generale Sua Altezza Sir Ganga Singh             | Maharaja di Bikaner   | 1921–1926 |
| Adhiraj Maggiore Generale Sua Altezza Sir Bhupinder Singh | Maharaja di Patiala   | 1926–1931 |
| Colonnello Sua Altezza Sir K.S. Ranjitsinhji              | Maharaja di Nawanagar | 1931–1933 |
| Colonnello Sua Altezza Sir K.S. Digvijaysinhji            | Maharaja di Nawanagar | 1933–1944 |
| Hajji Maggiore Generale Sua Altezza Sir Hamidullah Khan   | Nawab di Bhopal       | 1944–1947 |